# Zygothrica virgatinigra
Zygothrica virgatinigra är en tvåvingeart som beskrevs av Burla 1956. Zygothrica virgatinigra ingår i släktet Zygothrica och familjen daggflugor. Inga underarter finns listade i Catalogue of Life.